# Gustavo Santaolalla
Gustavo Alfredo Santaolalla (El Palomar, 19 agosto 1951) è un compositore argentino, due volte vincitore dell'Oscar alla migliore colonna sonora: nel 2006 per I segreti di Brokeback Mountain e nel 2007 per Babel.
È collaboratore abituale del regista messicano Alejandro González Iñárritu per il quale ha curato la colonna sonora di tutti i suoi film a partire dall'esordio nel 2000 con Amores perros fino a Biutiful (2010).

## Filmografia

### Cinema
- She Dances Alone, regia di Robert Dornhelm (1981)
- Insider - Dietro la verità (The Insider), regia di Michael Mann (1999)
- Amores perros, regia di Alejandro González Iñárritu (2000)
- 11 settembre 2001 (11'09"01 - September 11), episodio Mexico, regia di Alejandro González Iñárritu (2002)
- 21 grammi (21 Grams), regia di Alejandro González Iñárritu (2003)
- I diari della motocicletta (Diarios de motocicleta), regia di Walter Salles (2004)
- North Country - Storia di Josey (North Country), regia di Niki Caro (2005)
- I segreti di Brokeback Mountain (Brokeback Mountain), regia di Ang Lee (2005)
- Fast Food Nation, regia di Richard Linklater (2006)
- Babel, regia di Alejandro González Iñárritu (2006)
- Linha de Passe, regia di Walter Salles e Daniela Thomas (2008)
- I Come with the Rain, regia di Tran Anh Hung (2009)
- The Sun Behind the Clouds: Tibet's Struggle for Freedom, regia di Ritu Sarin e Tenzing Sonam (2010)
- Nanga Parbat, regia di Joseph Vilsmaier (2010)
- Biutiful, regia di Alejandro González Iñárritu (2010)
- Dhobi Ghat (Mumbai Diaries), regia di Kiran Rao (2010)
- Les Yeux de sa mère, regia di Thierry Klifa (2011)
- On the Road, regia di Walter Salles (2012)
- I segreti di Osage County (August: Osage County), regia di John Wells (2013)
- Il libro della vita (The Book of Life), regia di Jorge R. Gutierrez (2014)
- Storie pazzesche (Relatos salvajes), regia di Damián Szifrón (2014)
- Punto di non ritorno - Before the Flood (Before the Flood), regia di Fisher Stevens (2016)
- Finch, regia di Miguel Sapochnik (2021)

### Televisione
- Salinas grandes, regia di Miguel Kohan – film TV (2004)
- Narcos: Messico (Narcos: Mexico) – serie TV, 30 episodi (2018-2021)
- The Last of Us – serie TV, 16 episodi (2023-2025)

## Videogiochi
- The Last of Us (2013)
- The Last of Us: Left Behind (2014)
- The Last of Us Part II (2020)

## Riconoscimenti
- Premi Oscar
  - vincitore
    - 2006: migliore colonna sonora - I segreti di Brokeback Mountain
    - 2007: migliore colonna sonora - Babel
- Golden Globe
  - vincitore
    - 2006: migliore canzone originale - A Love That Will Never Grow Old in I segreti di Brokeback Mountain

  - candidato
    - 2006: migliore colonna sonora - I segreti di Brokeback Mountain
    - 2007: miglior colonna sonora - Babel
- Premi BAFTA
  - vincitore
    - 2005: migliore colonna sonora - I diari della motocicletta
    - 2007: migliore colonna sonora - Babel

  - candidato
    - 2006: migliore colonna sonora - I segreti di Brokeback Mountain
- Satellite Awards
  - vincitore
    - 2005: miglior canzone originale - A Love That Will Never Grow Old in I segreti di Brokeback Mountain
    - 2006: miglior colonna sonora - Babel

  - candidato
    - 2005: migliore colonna sonora - I segreti di Brokeback Mountain
- Chicago Film Critics Association Awards
  - vincitore
    - 2005: miglior colonna sonora - I segreti di Brokeback Mountain

  - candidato
    - 2006: migliore colonna sonora - Babel
- Las Vegas Film Critics Society Awards 2005: miglior colonna sonora - I segreti di Brokeback Mountain